# Randvere
Randvere är en ort i Estland. Den ligger i Viimsi kommun och landskapet Harjumaa, i den nordvästra delen av landet, 11 km nordost om huvudstaden Tallinn. Randvere ligger 16 meter över havet och antalet invånare är 513.
Terrängen runt Randvere är platt. Havet är nära Randvere åt nordost. Runt Randvere är det ganska tätbefolkat, med 248 invånare per kvadratkilometer. Närmaste större samhälle är Tallinn, 11,5 km sydväst om Randvere. I omgivningarna runt Randvere växer i huvudsak blandskog.